# 마커펜

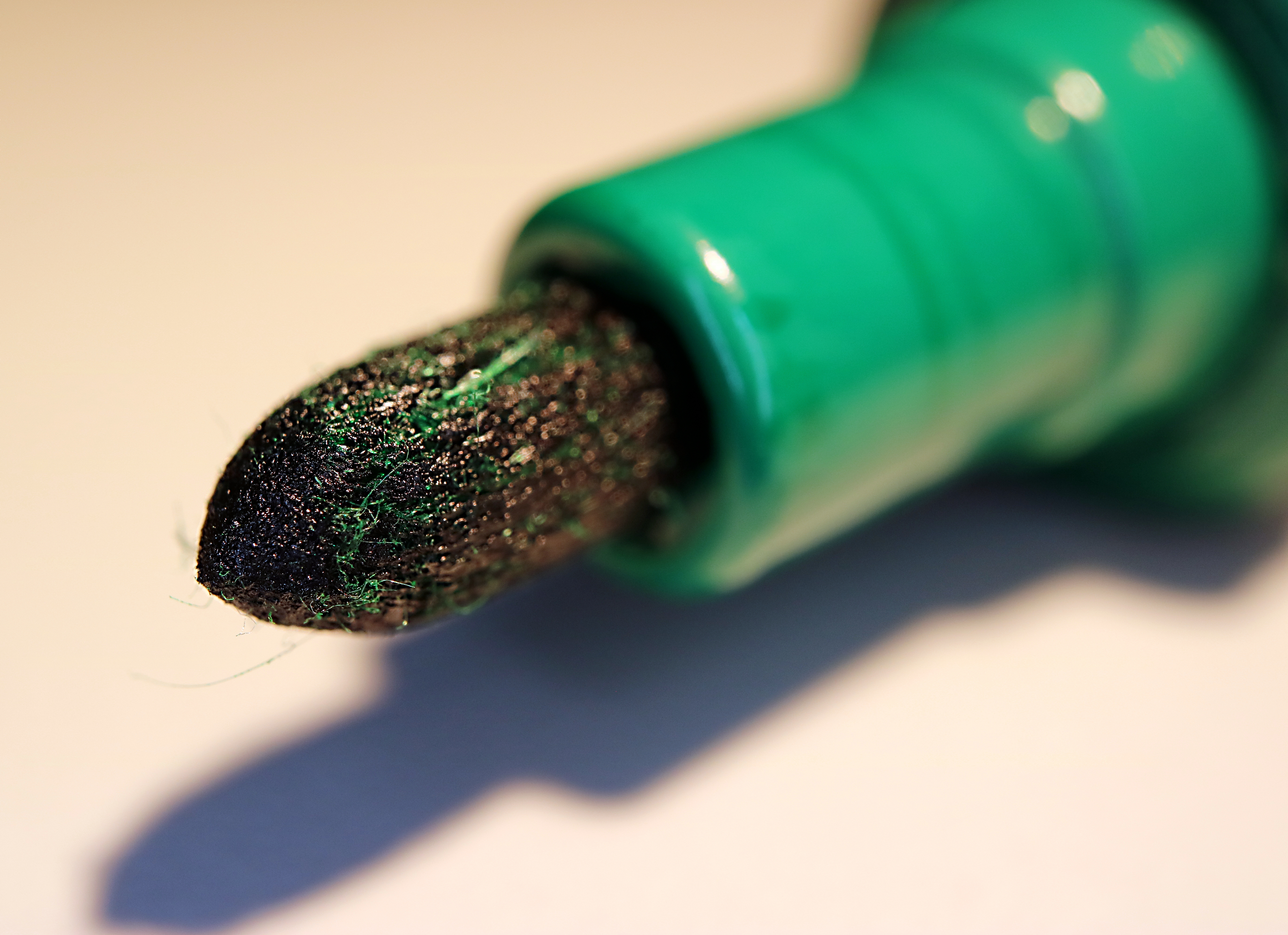
녹색 펠트펜의 끝

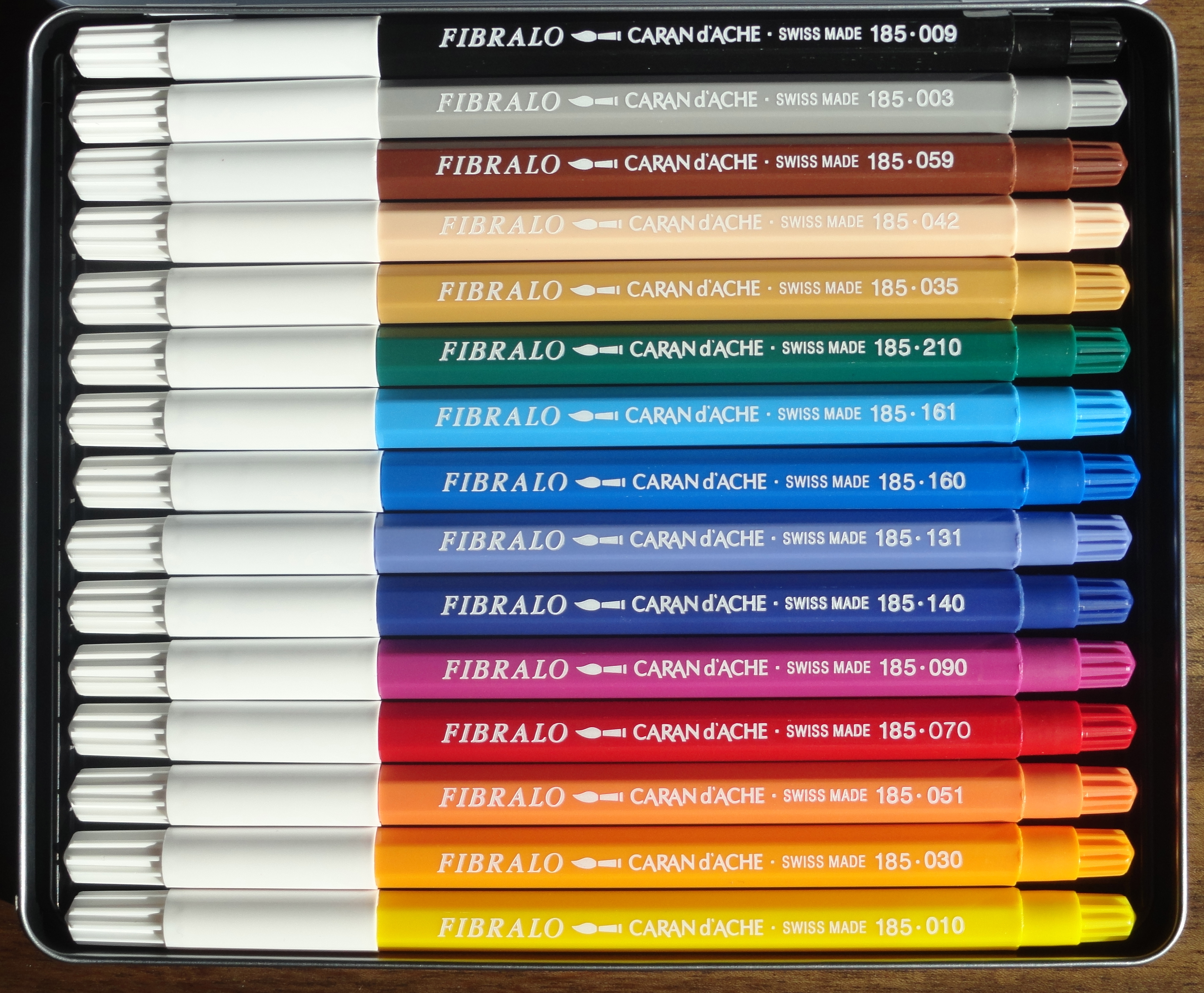
컬러 펠트 펜 한 상자(카란드아체 제작)

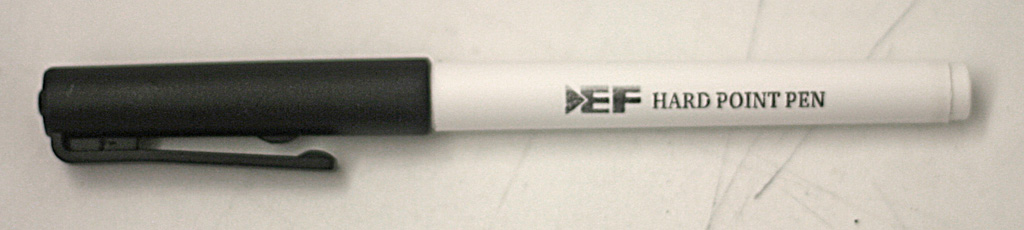
마커펜

마커펜(영어: Marker Pen)은 자체에 잉크를 공급해주는 자체 잉크 공급원이 있고 펠트 또는 나일론 재질의 펜촉이 있는 펜이다.
마커(Marker), 마킹펜(Marking Pen), 펠트펜(Felt Pen),마카펜(Makar)이라고도 한다.

## 역사
마커펜은 1948년 미국에서 처음 개발되었고, 일본에서는 1952년부터, 대한민국에서는 1965년부터 생산되기 시작했다.
과거의 마커펜은 대부분 펠트형이었는데, 현재는 여러 가지 모양의 마커펜이 다양한 용도로 사용되고 있다.

## 구분

### 잉크 성분
일반 필기구류와 마찬가치로 마커펜도 잉크성분에 따라 유성과 수성으로 나눌 수 있다. 수성 마커펜은 필기감이 부드럽고 기름냄새가 없는 대신 내수성이 약하며 종이 이외에는 사용하기 어려운 단점이 있다. 유성 마커펜은 점착력이 우수하여 종이 이외에 플라스틱, 유리 등에도 쓸 수 있으며 빨리 건조되며 내수성이 강한 장점이 있다. 자일렌용제의 경우 특유한 냄새가 날 수 있다.
- 수성 마커펜 : 칼라펜, 메모리펜류, 컴퓨터용 사인펜, 수성 OHP펜 등
- 유성 마커펜 : 매직, 네임펜, 보드마카, 유성 OHP펜 등

### 잉크 저장 형태
잉크 저장통과 펜의 구조에 따라 나눌 수도 있다.
- 필터식 : 사용이 편리하여 가장 많이 사용되고 있다. 다만 주입된 잉크를 끝까지 다 사용하지 못한다는 단점이 있다.
- 펌프식 : 잉크를 펌프로 배출시키는 구조로, 주로 잉크의 농도가 짙을 때 이 방식을 채택한다. 잉크 저장통에 금속구가 들어 있고 흔들어서 사용한다. 주입된 잉크를 끝까지 다 사용할 수 있다는 장점이 있다. 사용이 불편하여 많이 사용되지는 않는다.
- 레귤레이터식 : 만년필처럼 잉크를 그대로 통에 저장해두는 구조이다. 다른 방식에 비해 잉크 누출 가능성이 높아서 정밀성이 요구된다.

## 펜촉
펜촉의 크기는 다양하며 그 크기에 따라 선의 굵기가 달라진다. 펜촉의 모양은 사각형과 원형이 있다. 원형 펜촉의 경우 방향에 상관없이 비교적 일정한 두께로 써지지만, 사각형 펜촉은 방향에 따라 굵기가 달라진다. 펜 하나에 펜촉이 양쪽으로 있거나 분리가능하여 3개 이상 있는 경우도 있는데, 펜촉의 크기 또는 모양이 다르게 되어 있는 경우가 많다.

## 같이 보기
- 색연필
- 형광펜
- 펜
- 만년필
- 펜촉
- 마커
- 연필
- 샤프